# Хибины (аэропорт)
Хиби́ны — аэропорт совместного базирования в Мурманской области, в 15 км южнее города Апатиты.
Аэропорт в летнюю и зимнюю навигацию обслуживает гражданские самолёты авиакомпании Северсталь (Canadair RJ200) и S7 Airlines (Airbus A320), ранее был также местом базирования военной авиации — 227-й отдельной вертолетной эскадрильи (вертолёты Ми-8).

## История
В начале 1994 года аэропорт, расположившийся на бывшем военном аэродроме, был открыт для пассажиров. До открытия аэропорта функции «второго аэропорта Мурманской области» выполнял аэродром Кировск-Апатиты, расположенный вблизи 9-го километра автодороги Апатиты—Кировск.
В 1996 году ГУАП Хибины перестало выполнять рейсы и позже было признано банкротом. В 1997 году на смену пришло ОАО «Аэропорт».
C 25 января 2011 года выполнялись рейсы в Москву (Домодедово) на самолёте Bombardier CRJ-200 авиакомпании РусЛайн.
C 1 октября 2011 года регулярные рейсы временно не выполнялись.
С 29 июня 2012 года начали выполняться регулярные рейсы в Москву (Домодедово) на самолете Ту-134А-3 авиакомпании Центр-Юг.
С 12 августа 2013 года — начало регулярных рейсов по маршруту Апатиты — Санкт-Петербург на самолёте Ан-24РВ авиакомпании Псковавиа.
В конце 2014 года было заявлено о намерении дать аэропорту статус международного к 2016 году.
В 2015 году Аэропорт «Хибины» впервые в своей истории принял Боинг-737.
14 февраля 2019 года аэропорт принял российский самолёт Сухой Суперджет 100.
С 1 апреля 2019 появился новый рейс в Череповец.
С 11 февраля 2022 года к выполнению рейсов из С.-Петербурга в «Хибины» приступила авиакомпания «Россия», а с 26 декабря – из Москвы (Шереметьево) в Апатиты начал летать «Аэрофлот».

## Принимаемые типыВС
Согласно информации аэропорта и Свидетельства о государственной регистрации аэропорта (с изменениями), принимаемые типы воздушных судов:
- Airbus А-319 и его модификации (с ограничениями), Airbus A-320-100 (с ограничениями), Airbus A-320-200 (с ограничениями);
- An-2, An-12, An-24, An-26, An-28, An-30, An-72, An-74, An-148 и его модификации;
- ATR 42;
- Beechcraft 1900;
- Beriev Be-200;
- Boeing 737-300, −400, −500;
- Bombardier CRJ 100/200; Bombardier Learjet 40; Bombardier Challenger 604;
- Cessna 525 , Cessna Citation 560;
- Dornier 228;
- Embraer EMB-110, Embraer EMB-120, Embraer ERJ-135, −140, −145 и их модификации; Embraer-170 (E170) и их модификации;
- Falcon 10/100 и его модификации;
- Golfstream 600;
- IL-114;
- King Air A-100;
- Let L-410;
- Pilatus PC-12;
- Piper PA-46 Malibu, PA-60[англ.];
- Sukhoi Superjet 100 (RRJ-95);

- Saab 340, Saab-2000;
- Tu-134;
- Yakovlev Yak-40, Yak-42, Yak-18 и его модификации, Yak-52 и его модификации;
- вертолёты всех типов.

Классификационное число ВПП (PCN) 30/R/A/W/T.

## Показатели деятельности
| год             | 2014 | 2015 | 2016 | 2017 | 2022 | 2023 |
| тыс. пассажиров | 20,7 | 39,6 | 52,5 | 60,1 | 148  | 197  |
| Источники:      |      |      |      |      |      |      |

## Общественный транспорт
Аэропорт связан с городами Апатиты и Кировском пригородным маршрутом автобуса № 130 «улица Олимпийская — Аэропорт „Хибины“».